# Baggar
Baggar là một thành phố và khu đô thị của quận Jhunjhunun thuộc bang Rajasthan, Ấn Độ.

## Nhân khẩu
Theo điều tra dân số năm 2001 của Ấn Độ, Baggar có dân số 14.648 người. Phái nam chiếm 56% tổng số dân và phái nữ chiếm 44%. Baggar có tỷ lệ 70% biết đọc biết viết, cao hơn tỷ lệ trung bình toàn quốc là 59,5%: tỷ lệ cho phái nam là 81%, và tỷ lệ cho phái nữ là 57%. Tại Baggar, 14% dân số nhỏ hơn 6 tuổi.